# رالف إس. لارسن
رالف إس. لارسن (بالإنجليزية: Ralph S. Larsen)‏ هو كبير الإداريين التنفيذيين أمريكي، ولد في 18 نوفمبر 1938 في بروكلين في الولايات المتحدة، وتوفي في 9 مارس 2016 في نيبلز في الولايات المتحدة.

## وصلات خارجية
- رالف إس. لارسن على موقع إن إن دي بي (الإنجليزية)